# 'Ndrina Fiarè
I Fiaré-Gasparro-Razionale sono una 'ndrina di San Gregorio d'Ippona, un paese in provincia di Vibo Valentia riconosciuta dal punto di vista giudiziario solo dal 2013. La sentenza del processo Rima riconosce abbiano nel vibonese un'autorità mafiosa al pari dei Mancuso di cui sono alleati.
Secondo il pentito Andrea Mantella alcuni membri dei Fiaré avrebbero la dote di Medaglione.

## Storia

### Anni '70 - La faida di San Gregorio
Durante gli anni '70 scoppia la faida di San Gregorio d'Ippona contro la famiglia Fortuna (detti Pummadoru) sempre di Vibo Valentia.

### Anni '80 - L'omicidio di Giuseppe Gasparro e l'espansione a Roma
Negli anni '80 il capo cosca Giuseppe Gasparro, alias Pinu u gattu viene ucciso e prende il suo posto Saverio Razionale. Quest'ultimo dal 2005 si trasferisce a Roma dove replica la sua rete criminale del suo paese d'origine. Nel 2011 viene condannato per associazione mafiosa a 4 anni e 6 mesi di carcere.

### Anni '90 - Il tentato omicidio a Razionale e vicinanza ai Piscopisani
Il 25 settembre 1995 Saverio Razionale subisce un attentato a Briatico che secondo l'operazione Dinasty voluto da Giuseppe Mancuso detto Peppe ‘Mbroghija ed eseguito da Roberto Soriano.
Con lui si trovava Giuseppe Fiorillo padre di Michele FIorillo contabile del locale di Piscopio.

### Anni 2000 - Operazione Rima e lo scioglimento di San Gregorio d'Ippona
- 2005 - operazione di polizia Rima coordinata dalla DDA di Catanzaro che coinvolge la cosca dei Fiarè di San Gregorio d'Ippona, al clan viene contestato il reato di traffico di droga, usura, estorsione, riciclaggio, sfruttamento dell'immigrazione clandestina, nel blitz vengono coinvolti anche l'ex sindaco ed ex vicesindaco di San Gregorio d'Ippona Filippo Ruggiero e Vincenzo Soldano[6].
- Il 24 aprile 2007 viene sciolto per infiltrazioni mafiose il consiglio comunale di San Gregorio d'Ippona, la relazione ministeriale dichiara che la locale 'ndrina dei Fiarè ha giocato un ruolo determinante per le consultazioni elettorali del 2005 e dopo le elezioni ha esercitato il suo potere di condizionamento nei confronti dell'ente locale anche alla luce dei vari collegamenti tra amministratori e appartenenti alla locale criminalità organizzata[7][8].

### Anni 2010 - Riconoscimento giudiziario della cosca
Il 16 gennaio 2013 la Corte di cassazione riconosce per la prima volta dal punto di vista giudiziario e in via definitiva l'esistenza della 'ndrina Fiarè di San Gregorio d'Ippona,la sentenza giunge al termine dell'iter giudiziario iniziato a seguito dell'operazione di polizia Rima del 2005.
- Il 13 marzo 2014 la DIA sequestra a Roma esercizi commerciali, come il Caffè Fiume, beni immobili e società edili riconducibili ai Fiarè-Razionale-Gasparro[5][10].
- Il 25 gennaio 2017 si conclude l'operazione Stammer che chiede l'arresto di 54 persone e di cui 42 effettivamente arrestate accusate a vario titolo di associazione a delinquere, tra cui presunti affiliati dei Mancuso di Limbadi, dei Fiarè di San Gregorio d'Ippona, dei Pititto-Prostamo-Iannello di Mileto e un gruppo di San Calogero e traffico internazionale di stupefacenti con il sequestro del più grande carico, 8 tonnellate di cocaina, mai eseguito in Italia. Il traffico partiva della Colombia per giungere poi nei porti di Genova, Gioia Tauro e Napoli, attraverso la Spagna ed i Paesi Bassi per poi essere redistribuita in ben 15 regioni d'Italia tra cui anche Sicilia e Campania dove le locali organizzazioni pavrebbero provvisto allo spaccio ma veniva a anche redistribuita nel Regno Unito[11][12][13].
- 1º marzo 2018: operazione Stammer 2 - Melina[14][15][16][17].

## Esponenti di spicco
- Rosario Fiarè, 63 anni, capo dell'omonimo clan.
- Saverio Razionale[1], il 25 settembre 1995 subisce un agguato ordito da Giuseppe Mancuso, detto Mbrogghja, il quale sarebbe poi l'autore materiale dell'omicidio di Roberto Soriano, capo-società dell'omonima 'ndrina della frazione Pizzinni di Filandari voluto dallo stesso Mancuso[18]. Saverio evade dal carcere il 26 febbraio 2016, ma viene nuovamente arrestato il 19 dicembre 2019 nell'ambito dell'operazione Rinascita-Scott[19].
- Gregorio Gasparro[1]
- Giuseppe Gasparro, detto Pinu u gattu.